# غوادالوبي لوبيز
غوادالوبي لوبيز (بالإسبانية: Guadalupe López) هي لاعب كرة قدم أمريكية كولومبية، ولدت في 12 يناير 1987.

## وصلات خارجية
- غوادالوبي لوبيز على موقع أوليمبيديا (الإنجليزية)